# 弗魯梅特 (密蘇里州)
弗魯梅特（英語：Frumet）是位於美國密蘇里州傑佛遜縣的非建制地區。

## 歷史
弗魯梅特的郵局於1870年設立，其後於1911年停運。

## 地理
弗魯梅特所處的海拔為高於海平面180米（即591英呎），而該地所採用的時區為UTC-6，即北美中部時區（CST）。同時該地設有夏令時間，為UTC-6調快一小時，即UTC-5（CDT）。